# Костёл Вознесения Святого Креста (Наровля)
Костёл Вознесения Святого Креста (бел. Касцёл Узвышэння Святога Крыжа) — римско-католический храм в Наровле (Гомельская область, Беларусь), центр католического прихода.
Адрес — улица Коммунистическая, 33.

## История прихода
До октября 1917 г. в Наровле имелось небольшое количество населения католического вероисповедания, но не было никакого костёла — только часовня-усыпальница. Каждое воскресенье в Наровлю приезжал ксёндз из Мозыря для проведения мессы и исповеди. Ближайшим католическим храмом был костёл в деревне Грушевка.
После Второй мировой войны наровлянские католики для осуществления таинств были вынуждены ездить за сотни километров в другие города (в Пинск, Киев и Житомир), хотя иногда в Наровлянский район тайно приезжали ксендзы.
12 сентября 1991 г. в городе зарегистрировано отдельное сообщество католических верующих (наровлянский приход Вознесения Святого Креста). Община получила деревянное здание, где ранее размещалась тюрьма, отделение милиции и паспортный стол, — улица Коммунистическая, 33.
14 сентября 1991 г. в Наровле был благословлён деревянный крест на прикостёльной территории, а в 1994 г. под руководством ксендза Станислава Салата началось строительство храма на пожертвовании верующих из Германии и Польши. 20 сентября 1998 г. кардинал Казимир Свёнтек освятил церковь.
18 июня 2022 г. впервые в истории костёла в Наровле проведён сакрамент конфирмации.
24 февраля 2023 г. в городе прошли первые в истории местного католического прихода Святые миссии.

## Архитектура
Костёл находится на северно-восточной окраине города, недалеко от берега реки Припять. Выполнен в стиле эклектики. Храм построен из кирпича. Здание представляет собой по форме прямоугольник под двускатной крышей. Плоскостные фасады с арочными одинарными окнами. На фасаде асимметрично возвышается 3-ярусная шатровая колокольня.